# ミシェル・ナヴラティル (1880-1912)
ミシェル・ナヴラティル（Michel Navratil、1880年8月13日- 1912年4月15日）は、タイタニック号の乗客である。ナヴラティルは2人の息子とともにタイタニック号に乗船して、アメリカ合衆国を目指していた。ナヴラティルはタイタニック号の事故に巻き込まれて死去し、遺された幼い息子たちは「タイタニックの孤児」（Titanic Orphans）と呼ばれて広く報道された。

## 生涯

### 前半生
ハンガリー王国（現在のスロバキア）セレジュの生まれ。1880年にフランスに移民し、1902年にニースに移転して仕立て屋を開業した。
ナヴラティルは、1907年5月26日にイタリア生まれのマルセルとロンドンで結婚した。ナヴラティルは当時27歳、マルセルは15歳であった。2人の間には、長男で同名のミシェル（1908年6月12日 - 2001年1月30日）とエドモン（1910年3月5日 - 1953年）が誕生した。
同居していたマルセルの母親がやかましい人物で「親と結婚したみたいで嫌だ」とナヴラティルは不平を言っていたというが、夫婦仲は悪くなかった。しかし、義母との不仲に加えて仕立て屋の経営失敗による負債とマルセルの不貞（ナヴラティルの主張による）などの要因が重なって、1912年早々に別居に至った。幼い息子2人の親権は、マルセルが持つことになった。

### タイタニック号
別居後に、マルセルは息子たちがイースターの週末をナヴラティルとともに過ごすことを許可した。しかし彼女が2人を迎えに行ったとき、息子たちはナヴラティルとともに失踪していた。このときナヴラティルは、「大きな船に乗せてやる」と言って2人を連れ出していた。その「大きな船」とは、タイタニック号のことであった。ナヴラティルは債権者から逃れるために息子たちとともにアメリカ合衆国へ移住しようと決意して、モンテカルロを経由してイングランドへ行き、ロンドンのチャリングクロスホテルに投宿した。その後、サザンプトン港からタイタニック号の2等船室に乗船した。
旅の間、ナヴラティルは「ルイ・M・ホフマン」（Louis M. Hoffman）というユダヤ系の偽名を名乗って「骨董商」と自称していた。息子たちには「ロト」（Loto）と「ルイ」（Louis）という偽名を名乗らせて2等船室の予約を行っていた。
タイタニック号では妻に死に別れた男やもめとしてふるまい、息子たちを伴ってアメリカ合衆国に行く途中だと触れ回っていた。船内でもナヴラティルは息子たちの監視を怠らず、カードゲームを楽しむ際に僅かな時間のみ、スイス人でフランス語を話す同じく2等船客の少女、ベルタ・レーマンに預けただけだった。
ナヴラティルは船上でハンガリーにいる母親に手紙を書き送っていた。その内容はアメリカ合衆国行きが成就しなかった場合の備えとして、彼の姉妹とその夫が幼い兄弟を養育することができるかを尋ねるものであった。
4月14日の午後11時40分にタイタニック号が氷山に衝突した後、ナヴラティルは他の乗客の助力も得て幼い兄弟に着替えをさせて、甲板に向かった。後に息子のミシェルは、このときのことについて次のように証言している。

「父は私たちが眠っていた船室に入り、私を非常に暖かい服装に着替えさせてから抱きかかえて連れて行きました。弟には、見知らぬ人が同様にしてくれました。今このことについて考えると、私の心は動かされます。彼らは、自らが死に直面していたのに気づいていたのです」

この時点でおよそ1600人の乗員乗客がタイタニック号にいたのに、甲板に残っていたのは折りたたみ救命ボートD号（定員47名）だけであった。2等航海士のチャールズ・ライトラーがこの場所を受け持っていて、彼は混乱を防ぐために救命ボートD号の周囲を船員たちに取り囲ませていた。船員たちの包囲を通り抜けることができるのは、女性と幼い子供のみであった。毛布にくるまれた兄弟は人々の助けを借りて救命ボートD号に乗り込み、ナヴラティルはボートに乗ることを許可されなかった人々の集まりに戻っていった。

### 死後

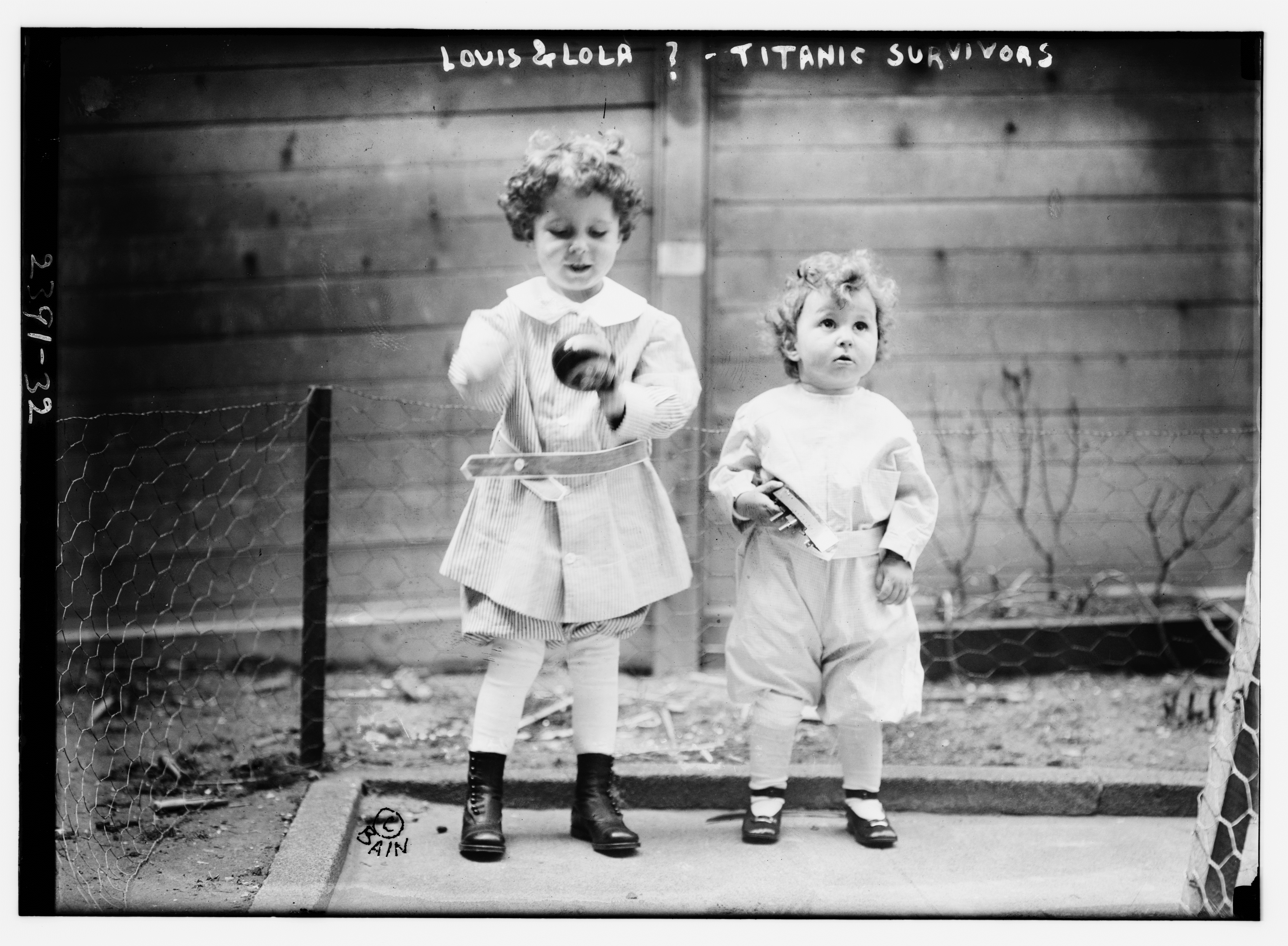
事故後の4月22日に公表された写真、「ルイとロラ（Lola）、タイタニック号生存者」の文字が上方に写っている。

ナヴラティルの遺体は、遺体捜索用にチャーターされたケーブル敷設船マッケイ＝ベネット号（en:CS Mackay-Bennett）によって捜索開始後15番目に発見され、収容された。当時の検案書は、次のように記述している。

No.15 男性 推定年齢36歳 頭髪と髭 黒色
着衣 緑色の裏地がついた灰色のコート 茶色のスーツ
私物 小型の手帳 金時計1個とチェーン （中略） ピストル（充填済み）
小銭  鍵など チャリングクロスホテルの勘定書 （126号室、1912年4月）
2等乗客 氏名 ルイ・M・ホフマン

「ルイ・M・ホフマン」がナヴラティルの偽名と判明したのは、彼の金銭問題絡みであった。ナヴラティルは多大な負債を抱えていたため、それを追う複数の債権者がアメリカとヨーロッパの両大陸で詳細な手配書を発行していた。ノヴァスコシア州当局はこの手配書に注目し、債権者の代理人を召喚した。代理人によって改めて、「ルイ・M・ホフマン」はミシェル・ナヴラティルであると確認された。衣服のポケットから見つかっていた数百ドル相当のフランス・フランは、代理人が差し押さえの手続きをとった。
ナヴラティルはユダヤ系の偽名を名乗っていたため、ハリファックスにあるユダヤ系の人々の墓地バロン・ド・ハーシュ共同墓地（en:Baron de Hirsch Cemetery (Halifax)）に埋葬された。誤りが判明したのは埋葬が終わった後で、本来ナヴラティルはローマ・カトリック信者であった。ハリファックスのユダヤ教徒たちは、ナヴラティルをそのままバロン・ド・ハーシュ共同墓地に埋葬することを許可して、墓石には本名を刻むことにした。
遺されたミシェルとエドモンは、「タイタニックの孤児たち」として大きく報道された。「タイタニックの孤児たち」の新聞記事を読んだマルセルは海を越えて2人を迎えに来て、5月16日にニューヨークで母子は無事に再会を果たした。エドモンは病を得て1953年に死去したがミシェルは長寿を保ち、タイタニック号の乗員乗客では最後の男性生存者となった。ミシェルは倫理学者となってモンペリエ大学の教授を務め、退官後も講師として教え続けた。
1987年になって、ミシェルはタイタニック号事故の75周年行事に出席するためにアメリカ合衆国のウィルミントンを訪問した。この旅は、彼にとって1912年以来初めてのアメリカ訪問となった。翌年には他の10人の生存者とともに、タイタニック史学会（en:Titanic Historical Society）の定例会に出席した。1996年には、生存者エリノア・ジョンソン（en:Eleanor Ileen Johnson）及びエディス・ブラウン（en:Edith Haisman）とともにタイタニック号が難破した場所に行った。フランスに帰る前に、ミシェルは彼の父が眠る墓地を初めて訪れるためにノヴァスコシアへ旅行した。
最晩年時のミシェルはテレビ朝日のディレクター江野夏平と会見し、父のことやタイタニック号でのできごとなどを証言している。ミシェルは父の最期の言葉である「もし生きて帰れたらお母さんに伝えてくれ…愛していたと…」を忘れることができないと江野に語った。
ナヴラティルの孫娘に当たるエリザベットはオペラのディレクターとなり、彼女の父、叔父、そして祖父の体験に基づいて1982年に『Les enfants du Titanic』（タイタニックの子供たち）という本を執筆した。